# Těžká voda
Těžká voda (D2O, oxid deuteria) je voda, jejíž molekuly obsahují místo obou atomů vodíku jeho izotop deuterium – tedy vodík s jádrem tvořeným 1 protonem a 1 neutronem. Oproti běžné vodě (H2O) má D2O mírně odlišné fyzikální vlastnosti včetně vyšší hustoty, které vděčí za svůj název.
Těžká voda má nejdůležitější využití v jaderných technologiích, kde je běžná voda pro odlišení nazývána též lehká voda. Ve větších množstvích je zdraví škodlivá, neboť narušuje fyzikální rovnováhu v těle. Není radioaktivní.
Existuje i polotěžká voda, HDO, tedy voda, kde je jeden atom běžného vodíku (protia) a jeden atom deuteria. Ta se v malých koncentracích vyskytuje zcela běžně v přírodě. Ve velmi malém množství se vyskytuje i radioaktivní tritiová voda (T2O), která obsahuje dva atomy tritia. Také existují sloučeniny HTO a DTO.

## Vlastnosti
Těžká voda je méně reaktivní než voda běžná a je horší rozpouštědlo. Proto je pro většinu organismů mírně jedovatá. Experimenty na myších ukázaly, že potlačuje buněčné dělení. To se projevuje zejména na rychle se obnovujících tkáních (např. žaludeční stěně) při jejím opakovaném působení. Tento jev byl pozorován u myší, pokud byla zhruba třetina jejich tělních tekutin nahrazena těžkou vodou. Z toho vyplývá, že by měla zpomalovat i agresivní rakovinná onemocnění, ale vedlejší účinky této léčby jsou velmi závažné.

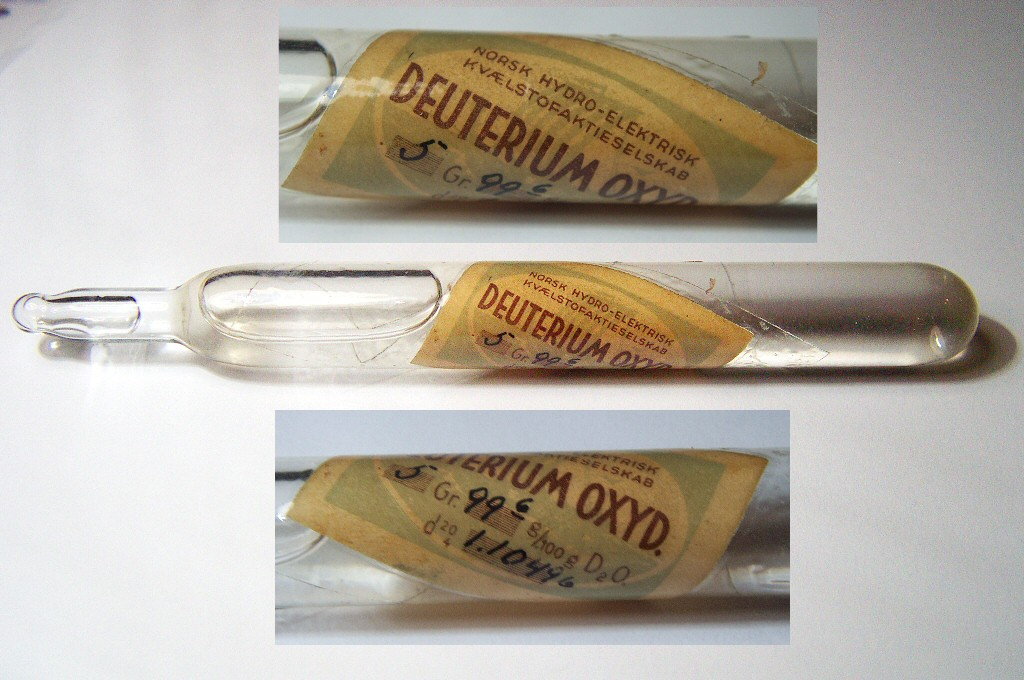
Těžká voda z Norska

| Vlastnost                          | Těžká voda (D2O) | Normální voda (H2O) |
| ---------------------------------- | ---------------- | ------------------- |
| Teplota tání                       | 3,82 °C          | 0 °C                |
| Teplota varu (při normálním tlaku) | 101,42 °C        | 100 °C              |
| Maximální hustota                  | 1,1072 g/cm3     | 0,9997 g/cm3        |
| Maximální hustota je při           | 11,2 °C          | 3,98 °C             |
| Hodnota pKw při 25 °C              | 14,869           | 14,000              |
| pH (při 25 °C)                     | 7,41             | 7,00                |
Těžká voda má o 10,6 % větší hustotu než obyčejná voda. Od roku 1938 se věřilo, že chuť těžké vody je neodlišitelná od běžné vody, podle výzkumu z roku 2021 by však měla chutnat sladce.

## Výroba
Těžká voda se vyrábí separací z normální vody, která ji ve velmi malé koncentraci přirozeně obsahuje.
Jedním ze způsobů výroby je elektrolýza, která se používala i v norském Vemorku, nejstarší továrně na těžkou vodu. Při izolaci se využívá faktu, že vazba D-O je silnější nežli H-O. To se projevuje tím, že při elektrolýze běžné směsi těžké a lehké vody dochází nejprve k rozpadu H2O. Vzniká tak stále koncentrovanější roztok D2O a DHO (polotěžké vody). Nakonec se odebere zbylé malé množství elektrolytu a ten se obdobnou metodou ještě přečišťuje.
Dalšími způsoby jsou destilace nebo chemické procesy jako je Girdlerův proces. Všechny způsoby výroby těžké vody jsou energeticky náročné.

## Využití
Těžká voda se využívá jako moderátor v jaderných reaktorech (viz těžkovodní reaktor, např. typ Candu), kde zpomaluje neutrony pro udržení štěpné reakce. Těžká voda při stejně silném moderačním účinku pohltí méně neutronů než obyčejná voda. Proto je možné upustit od obohacování uranu nutného u lehkovodních reaktorů. V NMR spektroskopii se těžká voda využívá pro stabilizaci magnetického pole a jako rozpouštědlo pro měření protonových NMR spekter.
Dále těžká voda slouží k syntéze ostatních sloučenin obsahujících deuterium.

## Historie
Získání dostatečného množství náročně vyráběné těžké vody byla jedna ze základních podmínek pro stavbu těžkovodního jaderného reaktoru a tím přístup určitého státu k jadernému průmyslu a potažmo i jaderným zbraním.

### Druhá světová válka
V letech 1942–1944 byl norský Rjukan místem velmi ostrých střetů. Právě tam se nacházela vodní elektrárna Vemork, v níž, jako jediné v Evropě, od roku 1934 společnost Norsk Hydro těžkou vodu ve velkém vyráběla, což bylo možné jen díky obrovskému přebytku energie poskytované vodní elektrárnou.
Koncem třicátých let odhalili němečtí vědci pod vedením Wernera Heisenberga princip nukleární řetězové reakce. To po vypuknutí druhé světové války vyvolalo mezi nimi a spojenci „závod“ o převzetí kontroly nad továrnou Norsk Hydro, neboť Němci plánovali těžkou vodu využít ve svých pokusných reaktorech jako moderátor. V těchto reaktorech mělo být vyráběno plutonium pro válečné účely.
Výrobní zařízení v Rjukanu se proto dostalo do zorného pole spojenců, jelikož jeho zničením by byl německý program na výrobu atomové zbraně zastaven jedinou ranou. Po několika neúspěšných pokusech se konečně podařilo 27. února 1943, s pomocí osmi členů norské speciální jednotky, kteří se schovali na náhorní plošině Hardangervidda, odstřelit zařízení na těžkou vodu v továrně Norsk Hydro (viz Operace Telemark). Po několika týdnech byly však škody opraveny a Němci opět spustili výrobu. Následovaly tedy další bombové útoky spojenců až do okamžiku, kdy se okupanti rozhodli provoz opustit a odvézt si s sebou 50 již hotových sudů těžké vody. (Její koncentrace v nich byla mezi 1 a 99 %).
20. února 1944 byl na loď jménem „Hydro“, převážející tento náklad, jenž představoval zhruba desetinu množství potřebného pro výrobu atomové bomby, spáchán atentát. Výbušnina byla umístěna ve strojovně a loď se potopila během několika sekund na dno 430 metrů hlubokého jezera Tinnsjå. Jen několik sudů nezmizelo pod hladinou a tyto byly odeslány tři týdny po potopení Hydra do německého města Haigerloch, v němž stál pokusný reaktor Wernera Heisenberga. (Očití svědci viděli, jak po potopení lodi na povrch vyplavalo několik kovových sudů, které Němci vylovili. Dlouho se spekulovalo, co v těchto sudech bylo – nebylo jisté, zda se jednalo o těžkou vodu, anebo pouze o zmatení nepřítele. Toto dokládal detailní seznam naložených věcí na loď Hydro, s detailním popisem množství a obsahu sudů s těžkou vodou. Mnoho let poté tým vědců prozkoumával dno, pátraje po neporušených sudech. Několik jich nalezli na potopené lodi a jeden, vzdálený asi 60 m od lodi, vylovili. Změřili pH vody a potom pH obsahu sudu – se zvýšenou opatrností, protože pro výrobu těžké vody se používala elektrolýza a do vody se přidával louh (hydroxid draselný) pro zvýšení vodivosti elektrického proudu. Obsah měl jiné pH než pH vody. Před měřením vědci odhadovali, že pokud se jedná o sud s těžkou vodou, tak pH bude 14, které okamžité měření ukázalo – vzorek vody byl poslán na důkladnější rozbor a ten to potvrdil. Na napůl zrezivělém sudu bylo čitelné jeho číselné označení, tento sud byl na seznamu naložených věcí na loď Hydro a tímto se potvrdila pravost dokumentu.)
Heisenberg až do úplného konce války zkoumal, jak vyvolat jadernou řetězovou reakci. Za tím účelem potopil drátěný model se 664 uranovými kostkami do kovového kontejneru naplněného těžkou vodou. Kritický bod pro spuštění řetězové reakce překonal jen o pár procent.
V březnu roku 1945 narazilo speciální americké komando na tento experimentální napůl rozestavěný reaktor ve sklepení pod zámeckým kostelem. Jen dva dny předtím opustil Werner Heisenberg tuto tajnou laboratoř, aby byl později internován ve Velké Británii.

### Izrael
Podle pátrání BBC dodala Velká Británie Izraeli v roce 1958 dvacet tun těžké vody na podporu vznikajícího izraelského jaderného programu. Rozhodnutí o dodávce se uskutečnilo bez vědomí Ministerstva zahraničí Velké Británie i bez vědomí britského úřadu pro atomovou energii. Těžká voda měla být, dle uvedeného zdroje, použita na výrobu plutonia v přísně střežené elektrárně Dimona v Negevské poušti.[zdroj?]